# Hermann von Soden
Hans Karl Hermann von Soden (ur. 16 sierpnia 1852 w Cincinnati, zm. 15 stycznia 1914 w Berlinie) – niemiecki protestancki duchowny, biblista, krytyk tekstu Nowego Testamentu. Dokonał nowej klasyfikacji rękopisów Nowego Testamentu, usiłował odtworzyć oryginalny tekst Nowego Testamentu, lecz jego dzieło zostało określone mianem wielkiej porażki. Dokonał odkrycia kilku rodzin tekstualnych.

## Życiorys
Urodził się w Cincinnati (Ohio) 16 sierpnia 1852 roku. Studiował na Uniwersytecie w Tybindze. W 1881 został duchownym i służył w kościele w Dreźnie. W 1887 roku został pastorem w Jerusalemkirche w Berlinie. Walczył o demokratyzację i zaprowadzenie prezbiteriańskiego ustroju w Ewangelickim Kościele Unii Staropruskiej. Od 1889 wykładał na Uniwersytecie w Berlinie. Był jednym z autorów Encyclopaedia Biblica.
Dzięki finansowemu wsparciu ze strony swej przyjaciółki Elise Koenigs mógł wysyłać swoich studentów do bibliotek Europy oraz Bliskiego Wschodu dla kolacjonowania przechowywanych tam rękopisów.
Zginął w katastrofie kolejowej w Berlinie 15 stycznia 1914 roku.
Jego potomek, Wolfram von Soden, był asyriologiem.

## Krytyk tekstu NT
Najważniejszym dziełem jego życia jest Die Schriften des neuen Testaments, in ihrer ältesten erreichbaren Textgestalt, wydane w latach 1902–1913. W trzech pierwszych tomach – 2203 stron drobnego druku – tego dzieła omawia rękopisy Nowego Testamentu. W czwartym tomie zamieścił tekst greckiego Nowego Testamentu w jego własnej rekonstrukcji. Dzieło to uchodzi za najważniejszą publikację w dziedzinie krytyki tekstu Nowego Testamentu od czasów wydania przez Westcotta i Horta The New Testament in the Original Greek w 1881 roku. Soden wprowadził własny, skomplikowany system oznaczania rękopisów, co utrudnia korzystanie z jego dzieła.
Klasyfikację rękopisów oparł na formie tekstu Pericope adulterae, systemie podziału na rozdziały (jak np. liczba Sekcji Ammoniusza w Ewangelii Marka), itp. W oparciu o te kryteria rękopisy podzielił na trzy główne grupy i był przekonany, że powstały one w IV wieku w wyniku recenzji: syryjska (K), hezychiańska (H) i jerozolimska (I). Po rekonstrukcji każdej z tych recenzji, Soden przystąpił do odtworzenia hipotetycznego I-H-K tekstu, który jego zdaniem poprzedzał owe recenzje. Następnie usiłował wykazać, że wszyscy autorzy wieków II–III korzystali z tego tekstu. Tekstem I-H-K miał posługiwać się Orygenes, jakkolwiek używany przezeń tekst był już skażony. Dzieła korupcji Listów Pawła miał dokonać Marcjon, podczas gdy Tacjan Syryjczyk zniekształcił tekst czterech Ewangelii oraz Dziejów Apostolskich.
Dzieło Sodena bazowało na błędnych założeniach; tekst I, powiązany przezeń z Jerozolimą, przez innych krytyków tekstu został powiązany z Cezareą. Powstały w wyniku jego rekonstrukcji tekst jest bliższy dla Textus receptus, niż jakiegokolwiek innego krytyka tekstu naszych czasów. Z jego tekstu korzystał Merk w 1933 i inni katoliccy krytycy tekstu. Pomimo iż metoda Sodena bazowała na błędnych założeniach, doprowadziła do odkrycia podgrup tekstu bizantyńskiego: Kx, Kr, K1 i Ki. Rodziny tekstualne Π, f13 oraz f1 były już znane wcześniej.
Von Soden wprowadził też nowe oznakowanie dla rękopisów, do sigli symbolizujących dany rękopis wprowadził nawet jego datę, rolę tę pełnił trzeci liczebnik od końca. δ150 oznaczał rękopis z X wieku, δ150 – rękopis z XI wieku, δ250 – rękopis z XII wieku, a δ350 – rękopis z XIII wieku. Rękopisy, które powstały przed X wiekiem nie były tak dokładnie oznakowane, von Soden przewidział dla niech symbole od δ1 do δ49 (symbol δ oznacza rękopis zawierający cały Nowy Testament). Istnieje jednak wielka liczba ε-rękopisów (tj. zawierających tekst czterech Ewangelii), zbyt wielka by ją zawrzeć numerami 1-99 i dlatego po zlistowaniu dziesięciowiecznych rękopisów od ε1 do ε99, Soden zastosował siglum ε1000 (i następne), po czym jedenastowieczne rękopisy zaczął od siglum ε100. Dodatkową słabością tego systemu był fakt, iż wiele rękopisów nie posiadało pewnych dat. Nie wiadomo co zrobić w sytuacji, gdy dany rękopis zostanie przypisany do innego wieku. System von Sodena nie przewiduje takich sytuacji.
Hermann von Soden dokonał analizy tekstu około 1200 rękopisów.

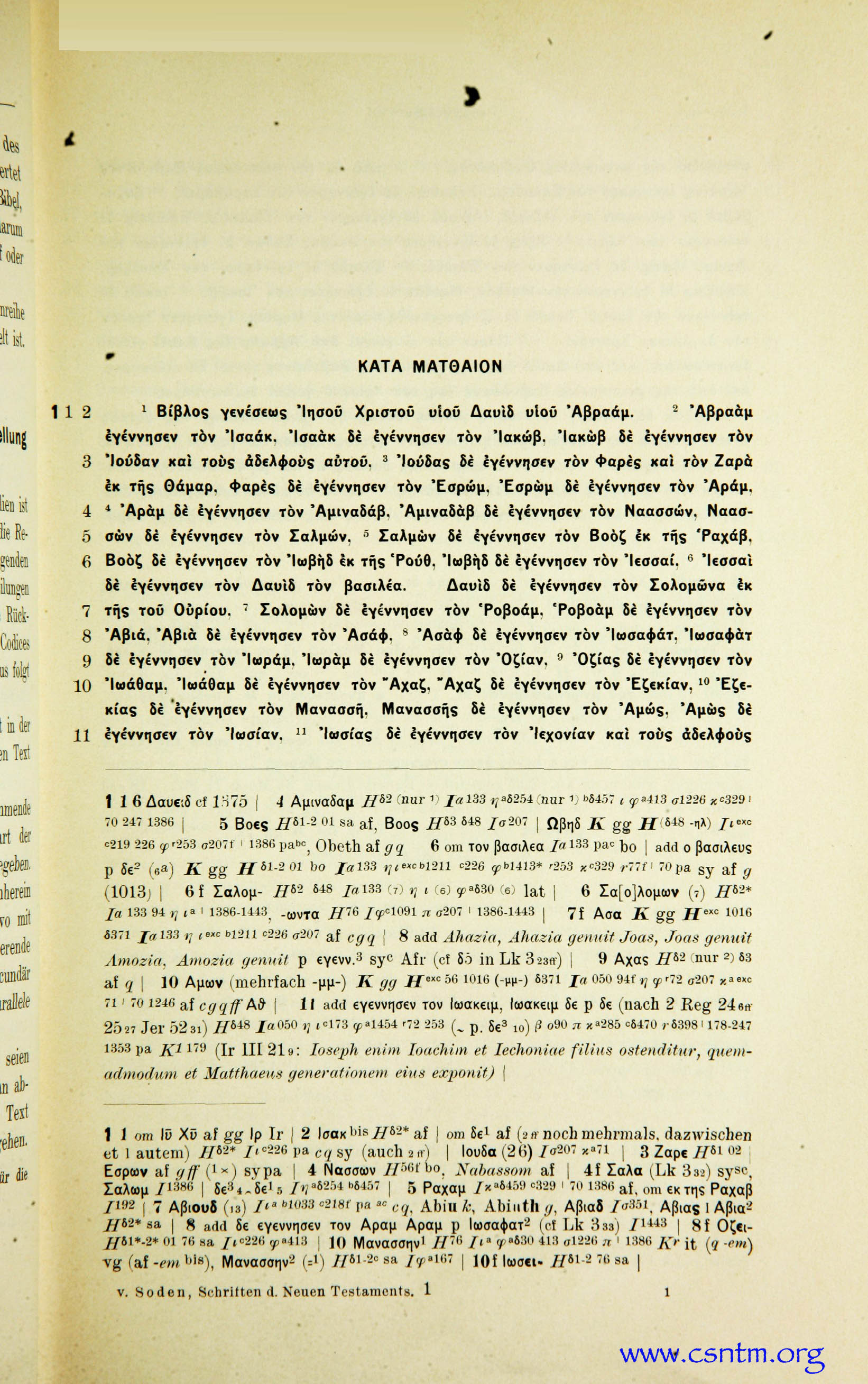
„Die Schriften...”, t. 4, początek Ew. Mateusza

## Oceny
Celem Sodena było zastąpienie Editio Octava Critica Maior Tischendorfa, ale celu tego nie zrealizował. Kirsopp Lake jeszcze w 1904 określił jego dzieło jako „chwalebną porażkę”. Hans Lietzmann w 1907 zarzucił, że każdy, kto chce skorzystać z jego dzieła najpierw musi opanować aparat wariantów Sodena. Lietzmann zakwestionował istnienie tekstu I. Lake zakwestionował grupę tekstualną Iα, do której Soden wliczał Kodeks Bezy.
Kurt Aland ocenił, że pomimo porażki dzieło Sodena wciąż pozostaje niezbędnym narzędziem dla każdego krytyka tekstu, ponieważ zawiera szereg informacji i analiz nigdzie indziej nie dostępnych. Frederik Wisse ocenił, że pomimo iż klasyfikacja Sodena nie zawsze jest prawidłowa, to zazwyczaj jest pomocna.

## Dzieła
- Die Briefe an die Kolosser, Epheser, Philemon; die Pastoralbriefe, 2. verbesserte und vermehrte Aufl. bearbeitet von H. von Soden. Freiburg i. Br. 1893.
- Palästina und seine Geschichte, sechs volkstümliche Vorträge, Leipzig 1899. 3., verbesserte Aufl.1911.
- Hebräerbrief, Briefe des Petrus, Jakobus, Judas, 3. verbesserte und vermehrte Aufl., Freiburg i. Br. 1899.
- Die Schriften des Neuen Testaments, in ihrer ältesten erreichbaren Textgestalt hergestellt auf Grund ihrer Textgeschichte. Göttingen: Vandenhoeck und Ruprecht, 1902-1913. Brak numerów stron w książce
- Urchristliche Literaturgeschichte, die Schriften des Neuen Testaments, Berlin 1905.
- Die wichtigsten Fragen im Leben Jesu, Ferienkurs-Vorträge Berlin 1904, 2. verb. Aufl., Berlin 1909.
- Hat Jesus gelebt? aus den geschichtlichen Urkunden beantwortet von Hermann von Soden, Berlin 1910.